# باد (فیلم ۱۹۸۲)
«باد» (بامبارا: Finye) یک فیلم است که در سال ۱۹۸۲ منتشر شد.